# Susa (Piemont)
Susa (französisch Suse) ist eine italienische Gemeinde (comune) mit 5898 Einwohnern (Stand 31. Dezember 2023) in der Metropolitanstadt Turin, Region Piemont.

## Etymologie
Die antike lateinische Namensform Segusio ist überliefert bei Plinius in der Naturalis historia und bei Ammianus Marcellinus. In den Panegyrici Latini wird der Ort civitas Segusiensium genannt. In den Geographike Hyphegesis von Ptolemäus, erscheint die Namensform Σεγούσιον (Segusion). Neuzeitlich ist die Form Segusium, seit dem 18. Jahrhundert in Gebrauch, heute selten auf die antike Stadt bezogen, bisweilen im Zusammenhang der Mittelalterforschung benutzt.

## Geographie

Lage von Susa in der Metropolitanstadt Turin

Der Ort liegt im gleichnamigen Susatal an der Dora Riparia (einem Zufluss des Po), das die Grenze zwischen Cottischen Alpen im Süden und Grajischen Alpen im Norden bildet. Susa am Fuße des Mont-Cenis-Passes gelegen, wird vom Bergmassiv der Rocciamelone (3538 m s.l.m.) überragt. Im Norden des Gemeindegebiets verläuft die Autostrada A32 del Frejus, die vom 55 km westlich gelegenen Turin zur italienisch-französischen Grenze im Fréjus-Straßentunnel führt.
Die Nachbargemeinden sind Bussoleno, Giaglione, Gravere, Mattie, Meana di Susa, Mompantero und Venaus.

## Verwaltungsgliederung
Susa gehört zusammen mit 22 weiteren Gemeinden des unteren Susatals zur Gebietskörperschaft Comunità Montana Bassa Valle di Susa e Val Cenischia. Zur Gemeinde Susa gehören noch die vier Fraktionen Castelpietra, Coldimosso, San Giuliano und Traduerivi.

## Geschichte

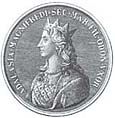
Adelheid von Susa

In keltischer Zeit in strategisch günstiger Lage am Knotenpunkt der Routen über die Pässe Montgenèvre und Mont Cenis im 1. Jahrhundert v. Chr. gegründet, war Susa die Hauptsiedlung des Stammes, dessen Herrscher Donnus den Römern vertragliche Rechte zugestand, die die Romanisierung dieses Teils der Gallia Cisalpina begünstigte. Sein Sohn Cottius wurde erster Präfekt von Segusio und ließ zu Ehren von Kaiser Augustus im Jahr 9/8 v. Chr. den Augustusbogen errichten. Seine Nachfolger bauten den Ort weiter aus und errichteten im 3. Jahrhundert Amphitheater, Aquädukt und die Stadtbefestigung. Wegen Parteinahme für Maxentius wurde Susa von dessen Konkurrenten Konstantin im Jahre 312 zerstört.
Susa blieb ein wichtiger Ort an den transalpinen Routen, gewann aber erst wieder mit Adelheid von Susa an Bedeutung. Die Tochter des Markgrafen von Turin heiratete im Jahr 1035 in dritter Ehe Odone, Conte di Savoia, Sohn von Umberto von Savoyen, und begründete damit das Haus Savoyen, das noch heute besteht und bis 1946 die italienischen Könige stellte. Adelheid von Susa veranlasste auch die Gründung der Kirche San Giusto 1027 (Erhebung zur Kathedrale 1772).
Als im Jahr 1349 die Dauphiné, zu der in dieser Zeit auch das obere Susatal gehörte, an Frankreich überging, verlief die Grenze nur wenige Kilometer westlich von Susa mitten durch das Tal. Mit dem Frieden von Utrecht 1713 am Ende des spanischen Erbfolgekrieges, als Frankreich alle Besitzungen jenseits der Alpen verlor, wurden die Täler, in denen ein Angriff der Franzosen zu erwarten war, mit gewaltigen Festungsanlagen gesichert. Das besonders gefährdete Susatal erhielt zwei Festungen: Exilles wurde ausgebaut, und auf einem Felsen in Susa wurde von Ignazio Bertola die Festung Brunetta errichtet. 1796 wurde sie von napoleonischen Truppen eingenommen und vollständig zerstört.
Das im Jahr 1772 gegründete römisch-katholische Bistum Susa hat seinen Sitz in der Stadt.

## Sehenswürdigkeiten
- Augustusbogen (9/8 v. Chr.)
- Überreste von Amphitheater, Aquädukt und die Stadtbefestigung (3. Jahrhundert)
- Porta Savoia
- Castello della Contessa Adelaide (11. Jahrhundert)
- Kathedrale San Giusto (11. Jahrhundert) des Bistums Susa
- Museo Diocesano di Arte Sacra
- Von Susa aus ist der Rocciamelone (3538 m s.l.m.) zu erreichen, der höchste Wallfahrtsort der Alpen

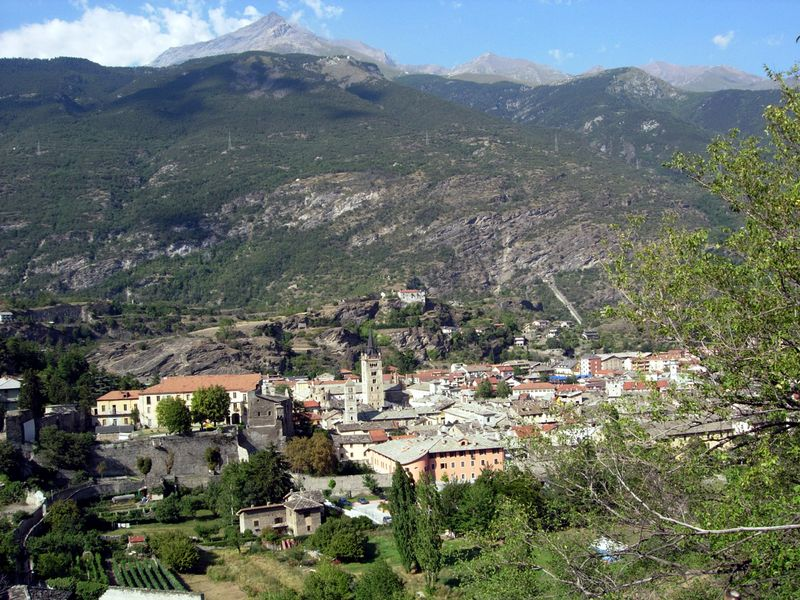
Susa mit dem Rocciamelone
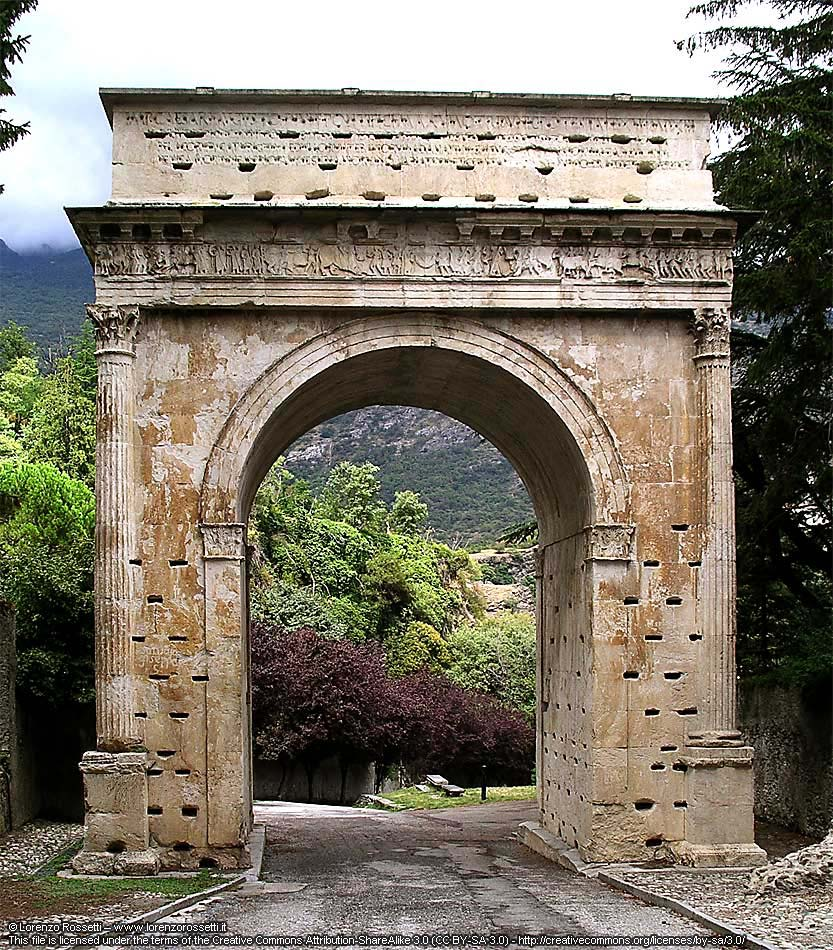
Augustusbogen
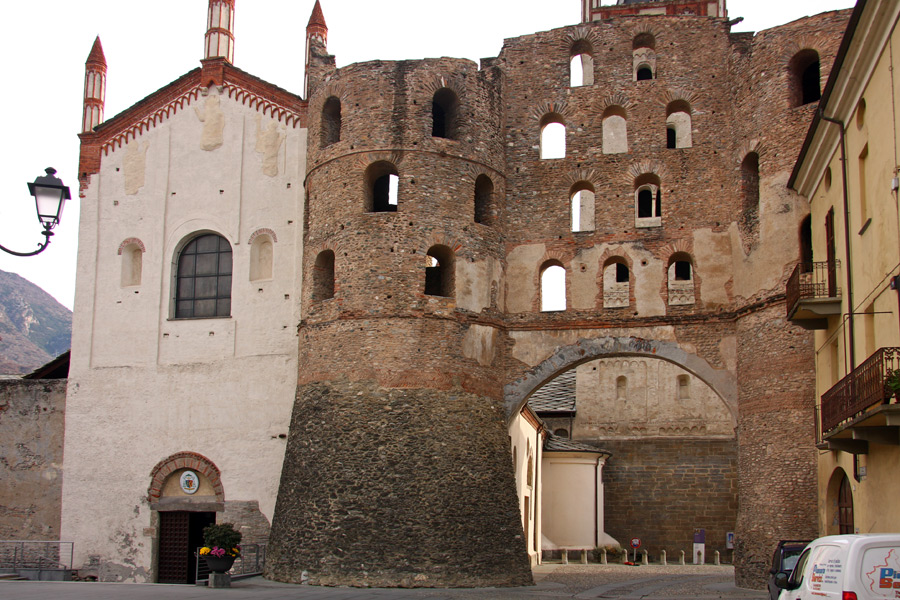
Porta Savoia und die Kathedrale San Giusto
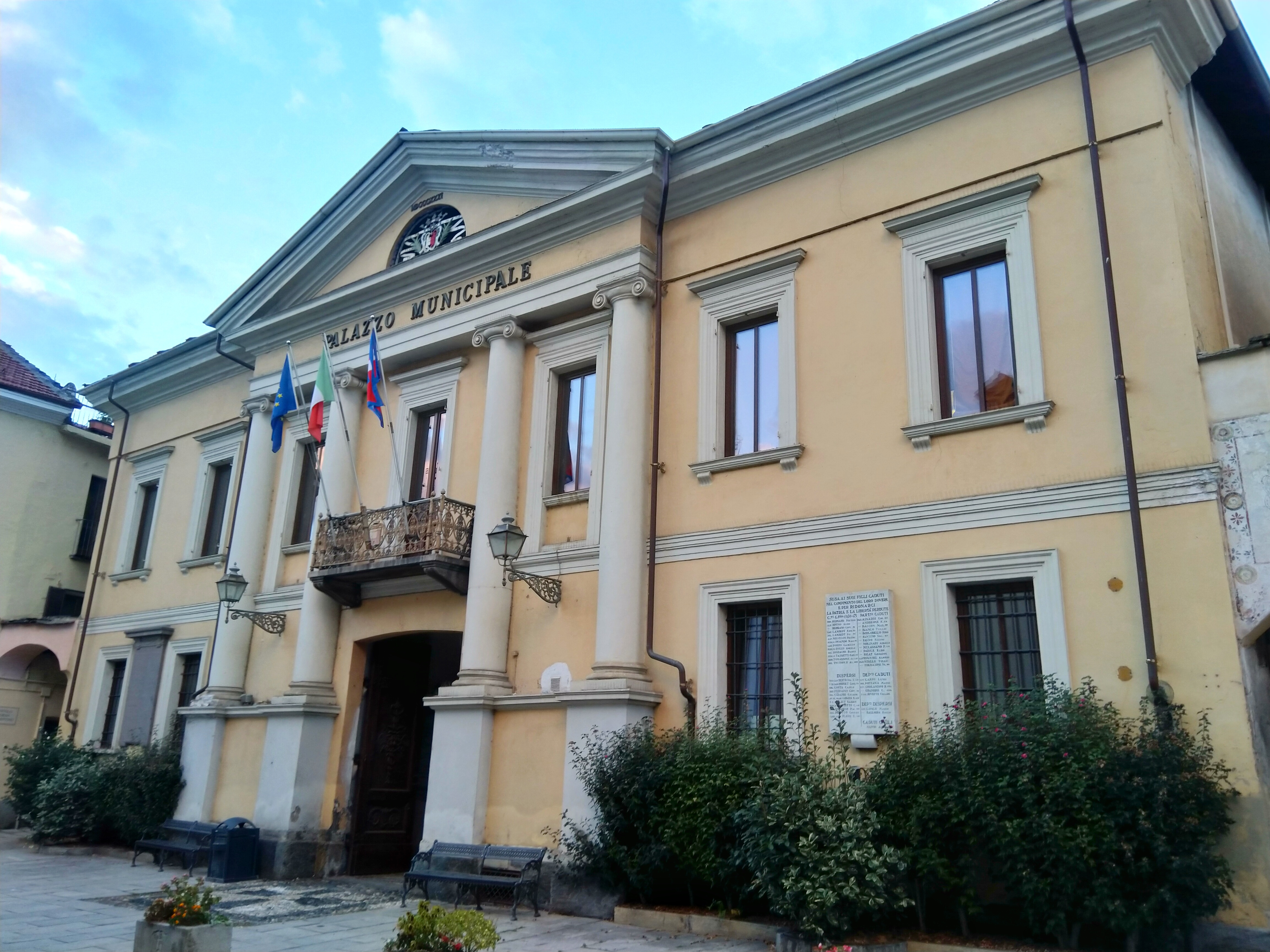
Rathaus
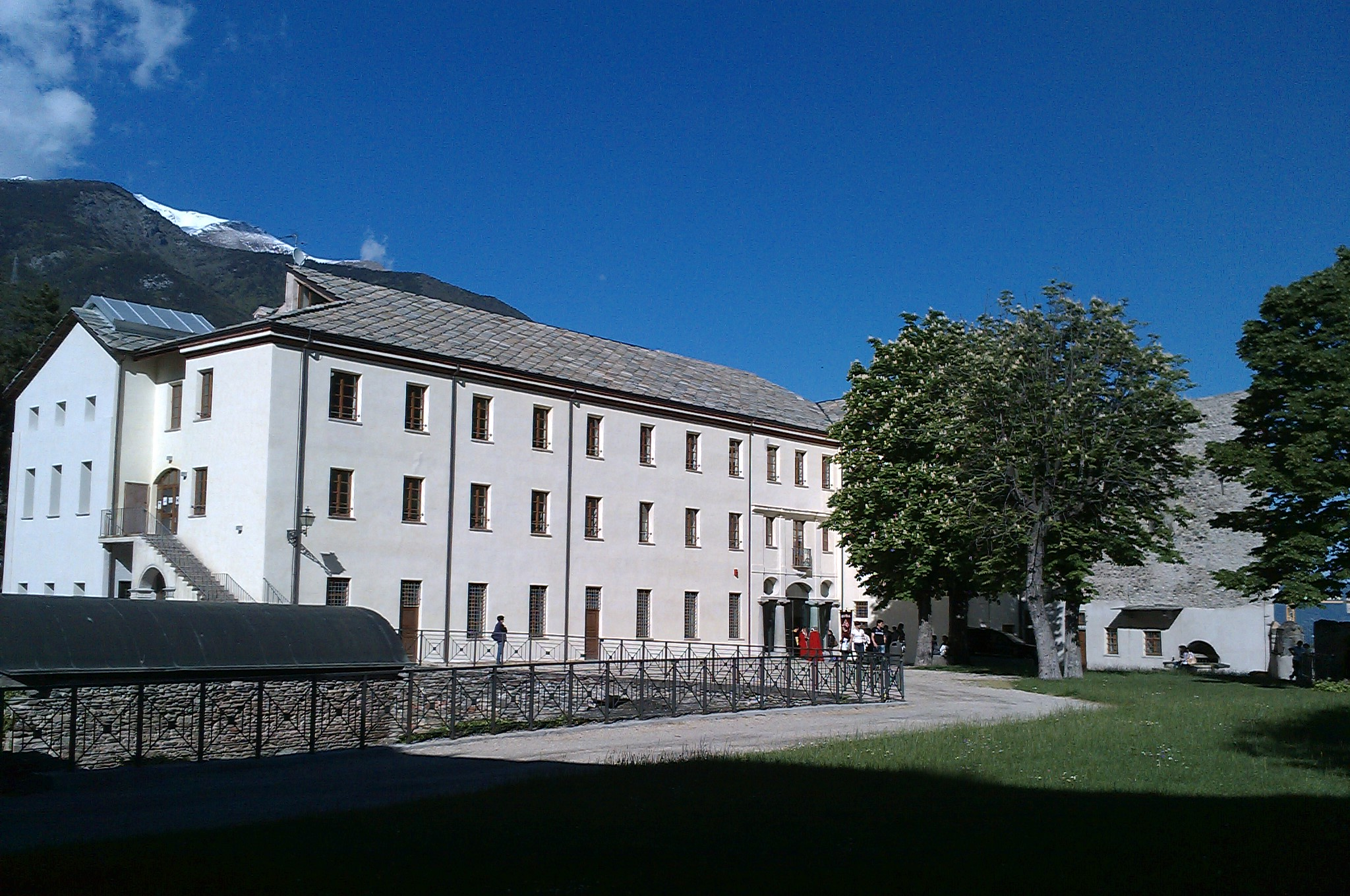
Castello della Contessa Adelaide

## Kultur und Feste
An Maria Schnee, dem 5. August jeden Jahres, wird der Namenstag der Madonna del Rocciamelone mit einem Dorffest gefeiert.

## Städtepartnerschaften
- Briançon  (Provence-Alpes-Côte d’Azur)
- Paola  (Kalabrien)
- Barnstaple  (Grafschaft Devon)[7]

## Persönlichkeiten
- Henricus de Segusio (* kurz vor 1200; † 1271), Kanonist und Kardinal der Katholischen Kirche
- Peter von Savoyen (1203–1268), Graf von Savoyen und 1. Earl of Richmond
- Maura Viceconte (1967–2019), Langstreckenläuferin